# Таньер
Танье́р (фр. Tannières) — коммуна во Франции, находится в регионе Пикардия. Департамент коммуны — Эна. Входит в состав кантона Фер-ан-Тарденуа. Округ коммуны — Суасон.
Код INSEE коммуны — 02735.

## Население
Население коммуны на 2010 год составляло 14 человек.
| 1962 | 1968 | 1975 | 1982 | 1990 | 1999 | 2010 |
| ---- | ---- | ---- | ---- | ---- | ---- | ---- |
| 48   | 49   | 44   | 37   | 26   | 24   | 14   |

## Экономика
В 2010 году среди 12 человек трудоспособного возраста (15—64 лет) 6 были экономически активными, 6 — неактивными (показатель активности — 50,0 %, в 1999 году было 61,1 %). Из 6 активных жителей работали 6 человек (4 мужчины и 2 женщины), безработных не было. Среди 6 неактивных 0 человек были учениками или студентами, 4 — пенсионерами, 2 были неактивными по другим причинам.